# پمپ میله‌ای

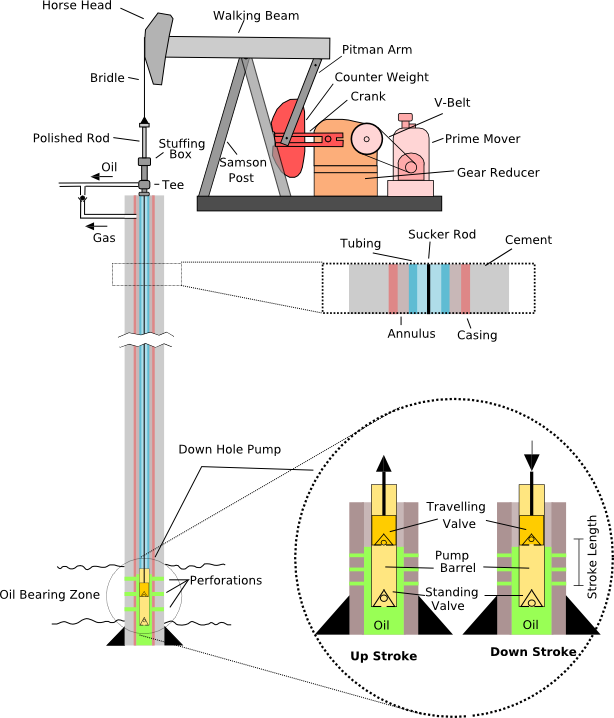
نمونه‌ای از پمپ میله‌ای

پمپ میله‌ای (انگلیسی: Sucker rod) یکی از روش‌های ازدیاد برداشت (افزایش تولید نفت) از میادین نفتی است، که به دلیل سادگی و عمر کارکرد بالا، به یکی از روش‌های تولید نفت خام از چاه‌های نفت، با پتانسیل تولید پایین و اعماق کم تبدیل شده است. امروزه پمپ‌های میله‌ای مکشی اغلب جهت بازیافت ثانویه نفت سنگین و نیمه‌سنگین طراحی می‌شوند. نسل جدید پمپ‌های میله‌ای مکشی بر خلاف نسل پیشین (پمپ‌های کله اسبی) که به علت حرکت چکش‌گونه، کورس کوتاهی را طی می‌کرد، با داشتن کورس بالای ۷ متر، امکان تولید نفت از چاه‌های با عمق متوسط ۲۰۰۰ متر و با دبی حداکثر ۱۲۰۰ بشکه در روز را فراهم می‌نماید. در این روش تأسیسات سطحی، انرژی مکانیکی رفت و برگشتی تولید نموده و از طریق میله‌های متصل به پیستون درون چاه، انرژی جنبشی و پتانسیل سیال بالای پیستون را افزایش داده و باعث رسیدن سیال ستون چاه، به سطح می‌گردد.